# Cloison endodermique
Une Cloison endodermique est une cloison formée par deux plis du mésoglée et de l'endoderme oral que l'on appelle les mésentères.

## Chez les coraux durs
Chez les coraux durs, les cloisons endodermique sont soutenues par les septes.